# Бондарев, Валерий Николаевич
Валерий Николаевич Бондарев (род. 3 февраля 1967, Москва) — советский хоккеист, защитник.

## Биография
Воспитанник ЦСКА, тренер Геннадий Цыганков. Начинал играть в команде второй лиги СКА Новосибирск (1985/86 — 1986/87). В сезоне-1987/88 выступал в первой лиге за «Буран» Воронеж и во второй лиге за МЦОП Москва; в конце сезона дебютировал за «Крылья Советов», проведя в высшей лиге 4 (3) матча. В следующем сезоне провёл во второй лиге 6 матчей за «Буран» и 12 — за ШВСМ-МЦОП и 15 (16) — за «Крылья Советов». В сезоне-1989/90 сыграл 6 (5) матчей за «Крылья Советов» и 4 — за «Кристалл» Электросталь.